# SM-65 Atlas
Pour les articles homonymes, voir Atlas.

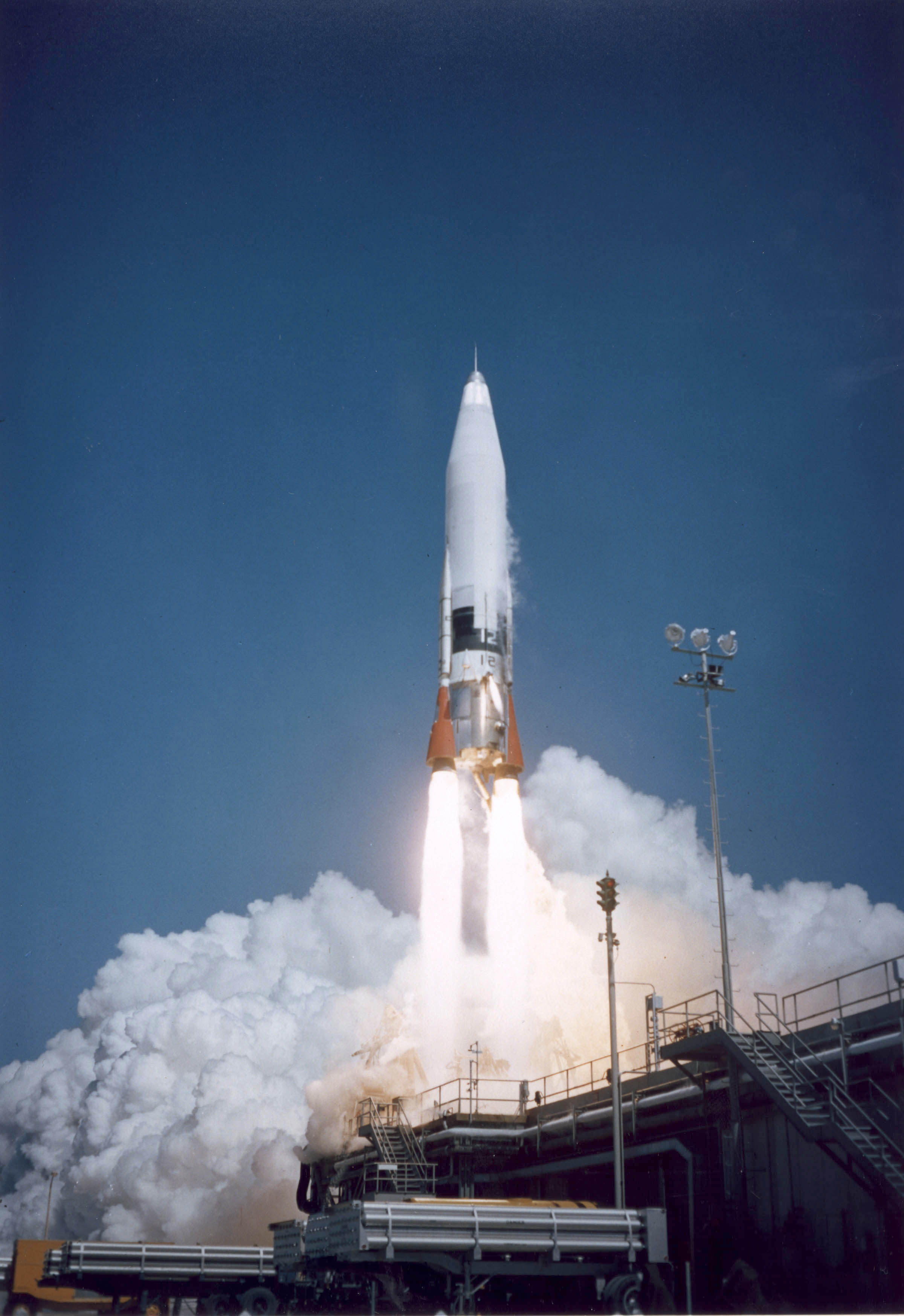
Missile Atlas lancé depuis la base de Cap Canaveral en 1958.

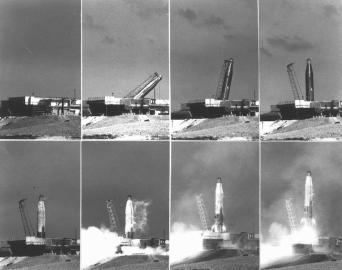
Séquence de tir d'un Atlas

Le SM-65 Atlas ou Atlas I est un missile construit par Convair, une division de General Dynamics. Il fut le premier d'une série d'ICBM à charge nucléaire et servit de base pour les lanceurs de satellites américains, militaires ou civils.

## Histoire
Pour un article plus général, voir Histoire du missile balistique.
Le projet démarra en 1946, à la suite de la capture d'un document en provenance de l'Allemagne, alors défaite après la Seconde Guerre mondiale, à la demande de l'USAF qui cherchait un engin capable de voler entre 2 400  et   8 000 km en emportant une charge nucléaire.
Convair présenta son projet MS-774 (basé sur le V-2 A), mais celui-ci fut abandonné en 1947 à la suite de limitations de budget. Néanmoins, sur demande de l'USAF, Convair fut autorisé à poursuivre un développement de trois petits lanceurs. Les tests eurent lieu entre fin 1948 et début 1949, et furent très encourageants. Malgré ces résultats l’USAF décida d’annuler le budget de recherche du projet, car le gouvernement américain ne prit pas part au financement du projet. Convair décida de continuer les tests sur ses fonds propres pendant plus de deux ans.
Vers 1951, l’USAF réévalua sa position quand la CIA apprit l'existence d'ICBM russes, et chargea Convair du projet MX-1593 qui prit officiellement le nom d’Atlas. Le projet devint alors une priorité nationale.
Le missile reçut d'abord l'appellation de XB-65, mais fut rebaptisé SM-65 en 1955 puis CGM-16 après 1962 (après l'adoption d'une désignation unique pour l'US Navy, l'USAF, l'US Army et l'USMC).
Le premier vol réussi eut lieu le  17 décembre 1957 : ce fut le premier tir réussi d'un ICBM par les États-Unis. Le coût unitaire du missile était alors de 1,7 million USD.
Le nombre exact de missiles construits reste inconnu du public, mais 126 exemplaires ont été déployés sur des bases du Strategic Air Command dont la Walker Air Force Base à Roswell (Nouveau-Mexique).

## Description
Afin d’atteindre les objectifs de l’USAF, Convair utilisa la technique du réservoir ballon :
les réservoirs ne disposant pas de longerons devaient être maintenus sous pression au risque de s’effondrer sous leur propre poids. Au moment du lancement le carburant liquide était introduit dans les réservoirs et l’air servant à maintenir la structure était expulsé. Cette technique permettait d’alléger le poids total du missile, mais était longue (plus de 15 min par missile), dangereuse, ce qui était de moins en moins conforme aux besoins opérationnels de l’USAF.

### Versions militaires
- Atlas A : portée 9 654 km (6000 miles)
- Atlas B : portée 9 654 km

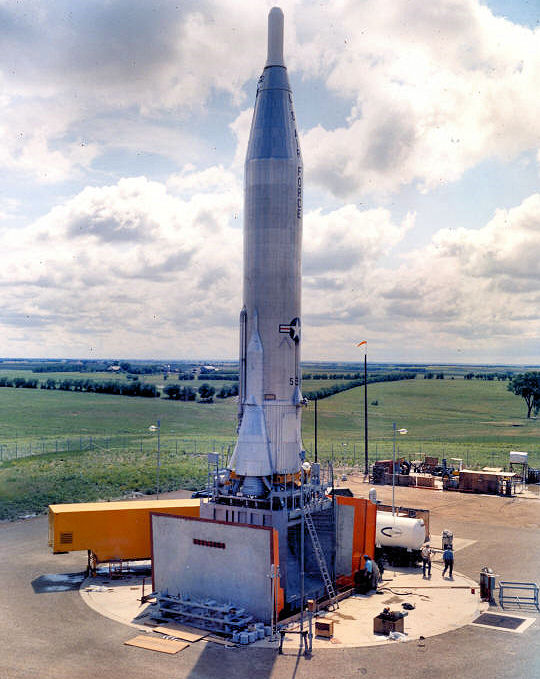
Un SM-65 sur un pas de tir à Abilène au Kansas.

- Atlas C : portée 9 654 km. La version C fut la première version déclarée opérationnelle.
  - Tous les tests des versions A-B-C eurent lieu à la base de lancement de Cap Canaveral.

- Atlas D (CGM-16) : portée 16 669 km (10000 miles). La version D fut la première version déployée.
- Atlas E (CGM-16) : portée 18 503 km (11500 miles)
- Atlas F (HGM-16) : portée 18 503 km

### Versions civiles
À partir de 1962, le missile (Atlas I) fut modifié en tant que lanceur, et participa aux projets Mariner (1962-1973) et Mercury (10 lancements entre 1962 et 1963).
Le missile fut modifié par différents constructeurs :
- Atlas II
- Atlas III
- Atlas V
- GX

Les derniers développements des lanceurs Atlas III et V utilisent des moteurs russes Energomash RD-180 construits sous licence par Pratt & Whitney.